# The Mask of the Sun
The Mask of the Sun est un jeu vidéo d’aventure développé par Ultrasoft et publié par Brøderbund Software en 1982 sur Apple II, Atari 8-bit et Commodore 64. Le joueur incarne Mac Steele, un archéologue et chasseur de trésor. Au début du jeu, il est informé du vol de sa dernière découverte par un de ses collègues, Francisco Roboff, qu’il tente de retrouver. Au cours de sa poursuite, il  entre en possession d’une amulette, découverte par son ennemi, qui indique comment retrouver un artefact légendaire, le masque du soleil,.